# 伊恩·藍欽
伊恩·兰金爵士，OBE，DL（英語：Sir Ian Rankin，1960年4月28日—），蘇格蘭犯罪小说作家，曾就读爱丁堡大学。他最著名的小說是《雷博思探長》系列。他也會寫一些文學批評。他的《重新做人》获得了2004年愛倫·坡獎最佳小说奖。

## 獲得獎項
- 《黑與藍》獲1997年英國犯罪小說作家協會金匕首獎。
- 《重新做人（英语：Resurrection Men）》获得2004年愛倫坡獎最佳小說獎。
- 2005、2006連續兩年獲英國國家書獎年度犯罪驚悚小說獎。